# Hyalella pernix
Hyalella pernix is een vlokreeftensoort uit de familie van de Hyalellidae. De wetenschappelijke naam van de soort is voor het eerst geldig gepubliceerd in 1903 door Moreira.